# L'apoteosi del dòlar
L'apoteosi del dòlar és una obra de grans dimensions de l'artista català Salvador Dalí. Actualment forma part del patrimoni de la Fundació Dalí; fou adquirida el 1991 per 200 milions de pessetes.
Aquesta obra ha estat qualificada com una resposta a l'anagrama Avida Dollars de l'artista surrealista André Breton.

## Elements
Destaquen les columnes salomòniques ondulants i els homenatges pictòrics a Velázquez, Goya, Vermeer, Meissonnier i Goethe, a més de la presència omnipresent de símbols del dòlar imbricats amb la imatge de Gala transformada en Venus i del mateix artista disfressat de Velázquez.

## Importància dins de l'obra de l'artista
El quadre és considerat una obra cimera de l'artista i que tanca el període de treball que va des de 1941 fins a 1970. Antoni Pitxot, artista surrealista també i amic de Dalí, l'ha definit com la plenitud i alhora la recopilació de tota una vida d'artista.